# 前535年
| 千纪： | 前1千纪 |
| 世纪： | 前7世纪 \| 前6世纪 \| 前5世纪 |
| 年代： | 前560年代 \| 前550年代 \| 前540年代 \| 前530年代 \| 前520年代 \| 前510年代 \| 前500年代 |
| 年份： | 前540年 \| 前539年 \| 前538年 \| 前537年 \| 前536年 \| 前535年 \| 前534年 \| 前533年 \| 前532年 \| 前531年 \| 前530年                                                                      |
| 纪年： | 周景王十年 魯昭公七年 齐景公十三年 晋平公二十三年 秦哀公二年 宋平公四十一年 楚灵王六年 卫襄公九年 陈哀公三十四年 蔡灵侯八年 曹武公二十年 郑简公三十一年 燕悼公元年 吴王馀眛九年 杞平公元年 |

## 大事记
- 盧修斯·塔克文·蘇佩布登基為羅馬王政時期第七位君主，也是最後一位君主，據傳他殺死了前任國王塞爾維烏斯·圖利烏斯以登上王位，且為暴君。

## 出生
- 孙武于乐安, 中国军事家.

## 逝世
- 罗马Servius Tullius
- 顏徵在